# Фризия (департамент)
Фризия (фр. Frise) — административная единица Первой французской империи, располагавшаяся примерно на землях современной нидерландской провинции Фрисландия. 
Департамент был создан 1 января 1811 года, после того как Королевство Голландия было аннексировано Францией.
После разгрома Наполеона эти земли вошли в состав Объединённого королевства Нидерландов.